# 大田原駅
大田原駅（おおたわらえき）は、かつて栃木県大田原市にあった東野鉄道の駅（廃駅）である。東野鉄道の廃止に伴い1968年（昭和43年）に廃止された。
跡地は「東野第一ビル（大田原108ビル）」が建設されショッピングセンターとして複数のテナントが入っていた（後述）。

## 歴史
- 1918年（大正7年）4月17日：開業[2][3]。
- 1968年（昭和43年）12月16日：廃止[3]。

## 駅構造
単式ホームと島式ホームの複合2面3線を持つ地上駅だった。また貨物の取り扱いもしていた。

## 駅周辺
当駅開業時には既に那須軌道の大田原駅が存在していたが、当駅付近ではなく現在の国道461号寺町商店街通り交差点近辺にあり、当駅と離れていた。なお、那須軌道は1921年（大正10年）頃に運行停止、1932年（昭和7年）に廃業となっている。
- 光真寺
- 足利銀行大田原支店
- 栃木県那須庁舎
- 大田原住吉郵便局
- 大田原市役所

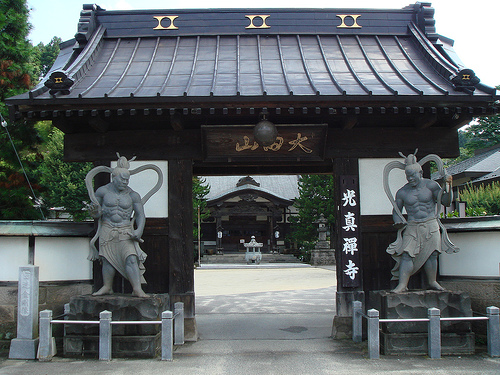
光真寺大門（2006年8月）
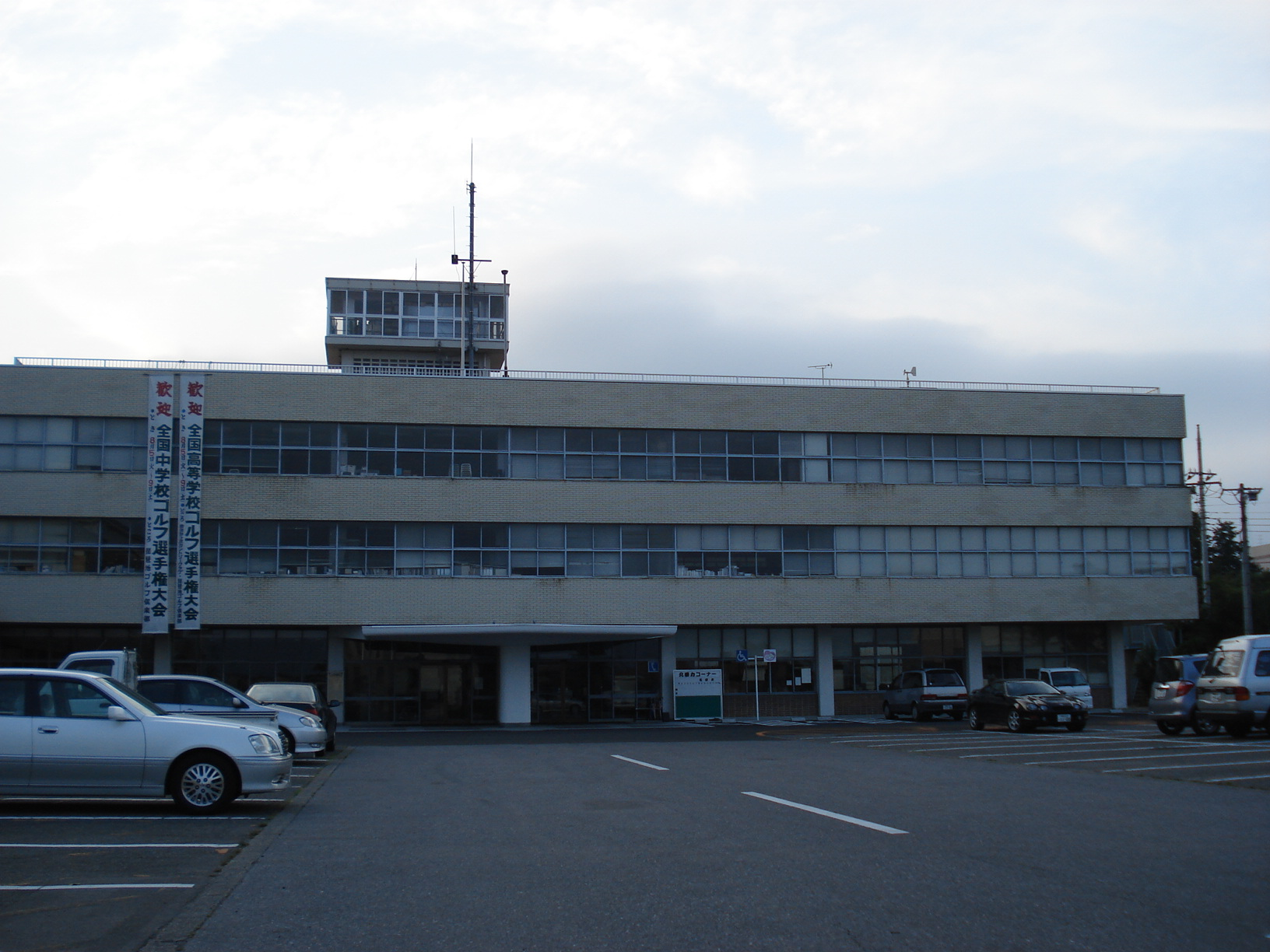
大田原市役所旧庁舎（2008年8月）
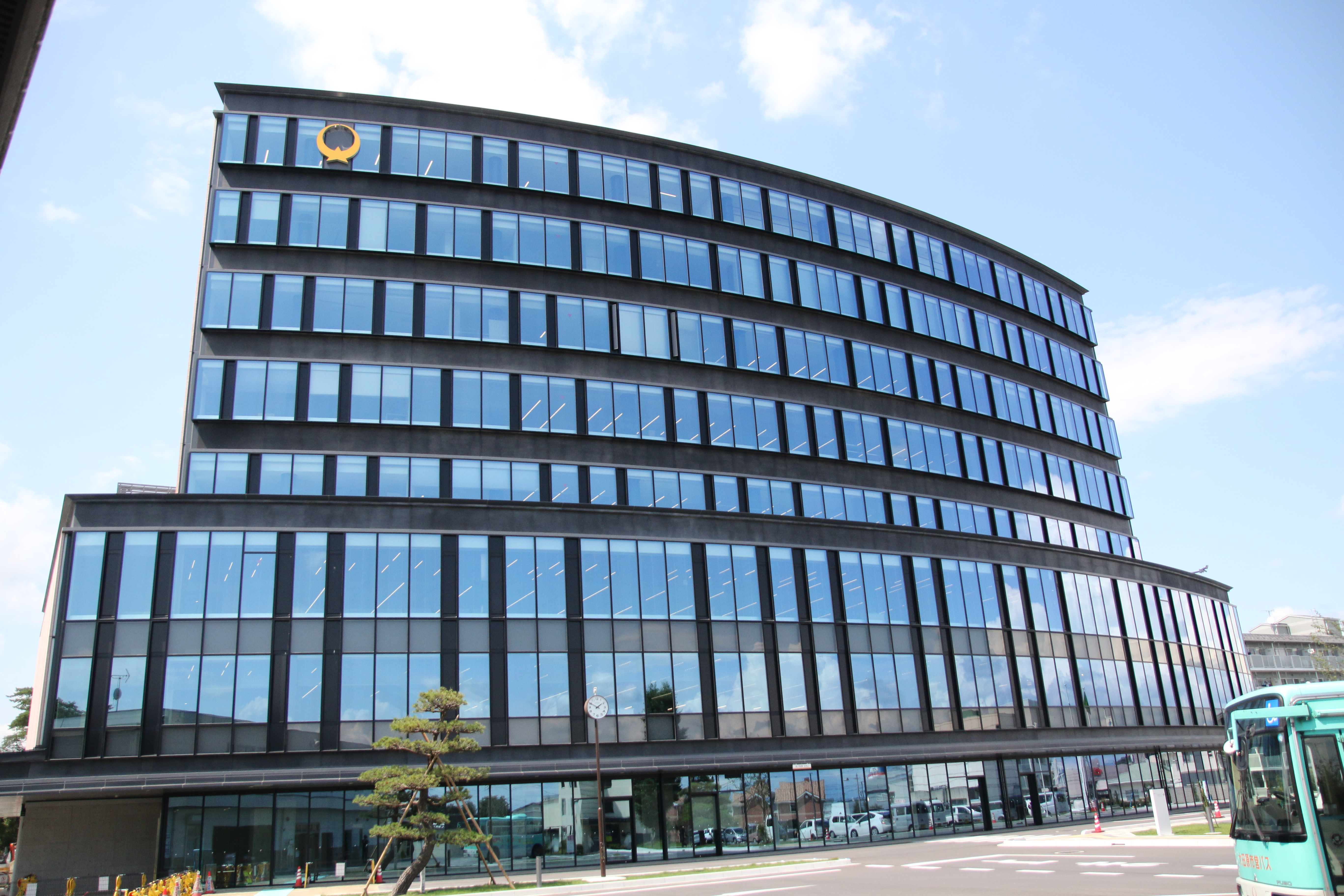
大田原市役所現庁舎（2019年7月）

## 駅廃止後

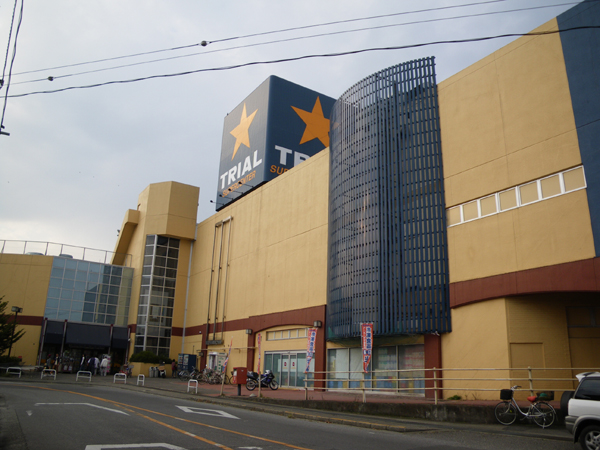
トライアル大田原店（2009年）

廃止後更地となり一時バス営業所として使用後、東野第一ビルが建設され1979年（昭和54年）に「オータワラaiaiタウン エドヤと30の専門店」オープン。1993年（平成5年）には大田原サティとして再オープンしたものの、2003年（平成15年）10月に閉店。その後、2004年（平成16年）6月にスーパーセンタートライアル大田原店がオープンしたが、2014年（平成26年）5月に閉店した。建物を解体後、敷地の一部を使用し2019年（令和元年）6月にはクスリのアオキ山の手店（住所は大田原市山の手2-15-29）が新築オープンした。
aiaiタウン時代には1階に東野交通の営業所と東野観光が入り、バスターミナルとしても使用されていた。バス営業所は後に大田原市浅香に移転したため、大田原サティ時代は営業所の入居はなかったがバスターミナルは「大田原」バス停留所として残存し。当地点に最後まで乗り入れていた宇都宮東武 - 大田原線の運行終了をもって廃止となった。

## 隣の駅
東野鉄道
東野鉄道線
大高前駅 - 大田原駅  - 中田原駅